# 吳鐘
吳鐘（1712年—1802年），字弘聲，山東慶雲後莊科村人，人稱「大槍王」，八極拳的始祖，傳有六合大槍。

## 生平
其父名為吳天順，吳鐘八歲喪父，母親帶著他至河北滄州孟村投靠族人吳允明，在此落腳後開始習武。
吳鐘習武的經過有兩種傳說，第一個傳說是，清雍正五年（西元1727年），吳鐘在家中種地時，遇見一位南方來的流浪武師，自稱為「癩」，於是開始習武。雍正八年（西元1730年），這名武師告別吳鐘，繼續雲遊，不知所終。二年後，又出現一位自南方來的武師，自稱名為「癖」，要與吳鐘比試大槍，吳鐘落敗，來者自稱是「癩」武師的門徒，說：「吾受癩師之命，授汝大槍奥妙與武術秘訣一卷」。「癖」武師在吳鐘家居住一段時間，傳授完武藝之後，同樣也告別了吳鐘，從此不知下落。
另一個傳說來自李書文及其弟子編著的《八極拳譜》，認為八極拳源出河南嵩山少林寺。吳鐘先是從村中的老先生與其妻子學習八極拳，這位老先生據考證為明末清初河北孟村人丁發祥之徒張四成。藝成後他又至嵩山少林寺參訪，隨一名老禪師學習氣功及拳術三年，後至至陝西延安西山梭羅寨，拜賴魁元為師學六合大槍三年，武藝大進。
清雍正13年（西元1735年），吳鐘至福建晉江南少林參訪，寺中藏有木人、暗器等機關，但吳鐘出入山門三次，沒有一件暗器能及身。他在此時結識高手李章、康得立等人，結為莫逆，當時盛傳「康得立的棍，吳鐘的槍，貼身短打數李章」。
乾隆初年，吳鐘受康熙十四子撫遠大將軍恂勤郡王胤禵的邀請，至北京王府內比試，吳鐘三次刺中胤禵的眉間，胤禵驚服，拜其為師。事為乾隆皇帝所聞，特別召見吳鐘，並贈詩「文有太極安天下，武有八極定乾坤」，此為傳說，因為吳鐘為八極拳高手，不知與對聯的『太極』有何直接的關係。
乾隆四十年，吳鐘回到滄州，侍母盡孝，在山東河北一帶教授拳術與大槍，當時稱為「異術」或「吳家拳」，又稱「吳氏開門八極拳」。吳鐘無子，只有一女吳榮，盡得他的真傳，後吳榮嫁至羅疃村。吳鐘又傳藝於孟村吳永，因此在滄州一帶，八極拳傳播甚盛，有「八極窩」之稱，以地域傳承，後世又分成孟村、羅疃、自來屯、與狼兒口等支派。